# Clayton Alderfer
Clayton Paul Alderfer (1º settembre 1940 – 30 ottobre 2015) è stato uno psicologo e consulente statunitense, noto per aver sviluppato ulteriormente la gerarchia dei bisogni di Maslow.

## Biografia
Nato a Sellersville, Pennsylvania, Alderfer ha conseguito la laurea in psicologia nel 1962 presso la Yale University, dove ha anche conseguito il dottorato di ricerca in psicologia nel 1966. Nel 1977 ottenne anche la certificazione dall'American Board of Professional Psychology (ABPP).
Dopo la laurea, Alderfer iniziò la sua carriera accademica alla Cornell University nel 1966. Nel 1968 è tornato alla Yale University, dove è stato ricercatore, docente e direttore del programma presso il Dipartimento di Scienze Amministrative fino al 1992. Nel 1992 si è trasferito alla Rutgers University, dove ha ricoperto per 12 anni il ruolo di direttore del programma per il dipartimento di Psicologia Organizzativa presso la Graduate School of Applied and Professional Psychology. Nel nuovo millennio ha fondato una propria società di consulenza.

## Lavoro
Alderfer sviluppò ulteriormente la gerarchia dei bisogni di Maslow classificando la gerarchia nella sua teoria ERG (Esistenza, Correlazione e Crescita).

## Pubblicazioni selezionate
- - Alderfer, Clayton P., An Empirical Test of a New Theory of Human Needs; Organizational Behaviour and Human Performance, volume 4, fascicolo 2, pp. 142–175, maggio 1969
  - Alderfer, C. P., Existence, Relatedness, and Growth; Human Needs in Organizational Settings, New York: Free Press, 1972
  - Alderfer, C. P., "A critique of Salancik and Pfeffer's examination of need-satisfaction theories, Administrative Science Quarterly, 22 (1977), 658-669
  - Alderfer, C. P.  The Methodology of Organizational Diagnosis, Professional Psychology, 1980, 11, 459–468.
  - Alderfer, C. P.  An Intergroup Perspective on Group Dynamics.  In J. W. Lorsch (redattore), Handbook of Organizational Behavior, 1987, 190–222.
  - Alderfer, C. P.  Consulting to Underbounded Systems, C. P. Alderfer and C. L. Cooper (redattori), Advances in Experiential Social Processes, 1980, 2, 267–295.
  - Alderfer, C. P.  Improving organizational communication through long-term intergroup intervention, Journal of Applied Behavioral Science, 1977, 13, 193–210.
  - Alderfer, C. P. and Brown, L. D.  Learning from changing, 47–56,129-141.
  - Alderfer, C.P. (2005).  The Five Laws of Group and Intergroup Dynamics.